# 索尼亚克和米雷
索尼亚克和米雷（法語：Saugnac-et-Muret，2022年之前拼作，法語發音：[soɲak e myʁɛ]），法国西南部市镇，位于新阿基坦大区朗德省，隶属于蒙德马桑区，其市镇面积为109.37平方公里，2022年1月1日时人口数量为1,298人，在法国城市中排名第9,355位。
索尼亚克和米雷位于朗德省北部，与吉伦特省接壤，多个方向的公路在此交汇。

## 地名来源
“索尼亚克”一名的来源尚有待考证；“米雷”一名来源于拉丁语单词“mūrus”，意为“小城墙”。
Saugnac-et-Muret对应的奥克语写作。

## 历史
索尼亚克和米雷两地历史上为两处独立的村庄，法国大革命后，两地分别成为市镇，1794年左右合并成为索尼亚克和米雷。

## 地理

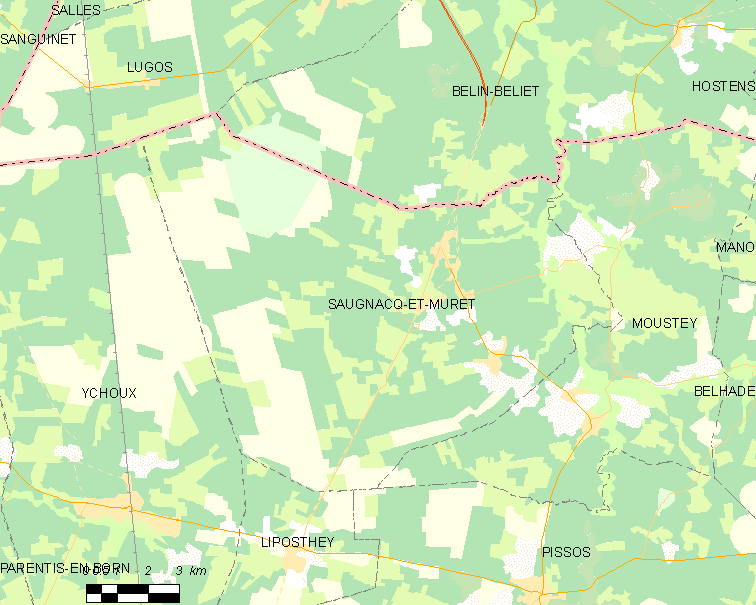
索尼亚克和米雷市镇范围地图

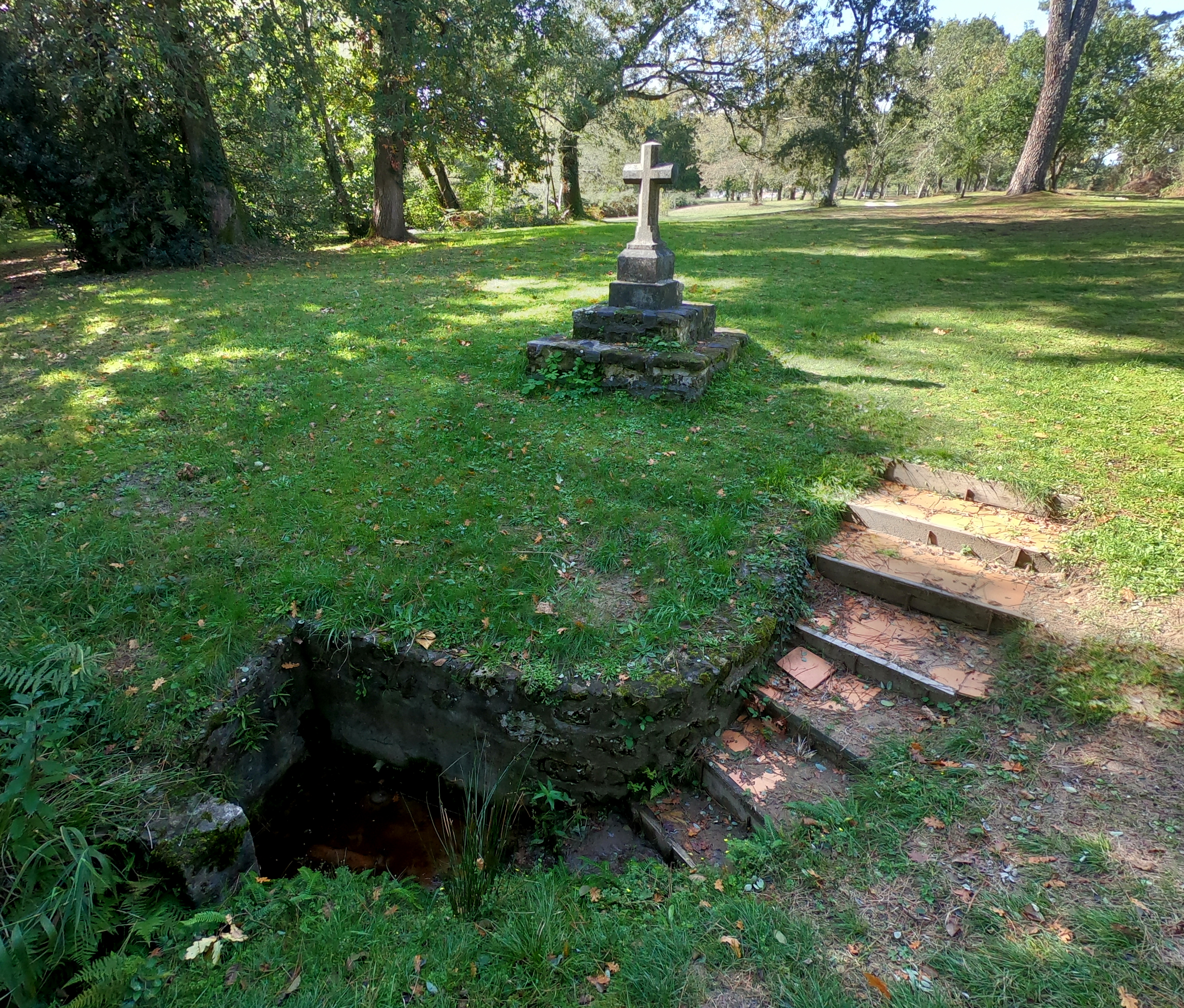
索尼亚克和米雷境内的一处绿地

索尼亚克和米雷位于法国西南部，新阿基坦大区西部偏南和朗德省北部，距离省会蒙德马桑大约69公里。与索尼亚克和米雷接壤的市镇包括：伯兰-贝列、吕戈斯、利波斯泰、穆斯泰、皮索斯、伊舒克斯。

### 地形
索尼亚克和米雷位于朗德平原腹地，境内以平原为主，市镇中心地势较为平坦，全境海拔在20到64米之间。

### 水文
索尼亚勒和米雷境内比较低洼，有少量溪流。

### 植被
索尼亚克和米雷位于朗德森林北部，属于温带阔叶混交林区，附近多人工林。
在鲜花城市的评比中，索尼亚克和米雷暂未被评级。

### 气候
索尼亚克和米雷在柯本气候分类法中属于温带海洋性气候。

## 行政区划
索尼亚克和米雷是法国新阿基坦大区朗德省的一个市镇，编号为40295。索尼亚克和米雷隶属于蒙德马桑区、朗德省第一选区以及大湖县，同时也是高朗德之心市镇公共社区的组成部分。
法国国家统计与经济研究所（简称）在进行数据统计时，未将索尼亚克和米雷划入任何城市核心区（Unité urbaine）、城市区（Aire urbaine）以及城市辐射区（Aire d'attraction）。此外，还将索尼亚克和米雷市镇整体看作一个“块区”（IRIS）。

## 交通

### 公路
A63高速公路经过索尼亚克和米雷市区并设有出入口，此外多条朗德省省道在索尼亚克和米雷境内交汇。新阿基坦大区下属的城际客运提供巴士线路，可前往周边部分市镇。
2017年，74.8%的索尼亚克和米雷家庭拥有至少一辆私人汽车。2019年，索尼亚克和米雷境内共发生各类交通事故2起，造成1人遇难，2人受伤。

### 铁路
距离索尼亚克和米雷最近的客运铁路车站为位于波尔多－伊伦铁路上的伊舒站，该站停靠往返于波尔多和蒙德马桑之间的区域列车。

### 航空
距离索尼亚克和米雷最近的民用航空站为波尔多机场，距离索尼亚克和米雷市中心的公路里程约61公里。

### 城市公共交通
截至2021年9月，索尼亚克和米雷暂无城市公共交通系统。

## 政治

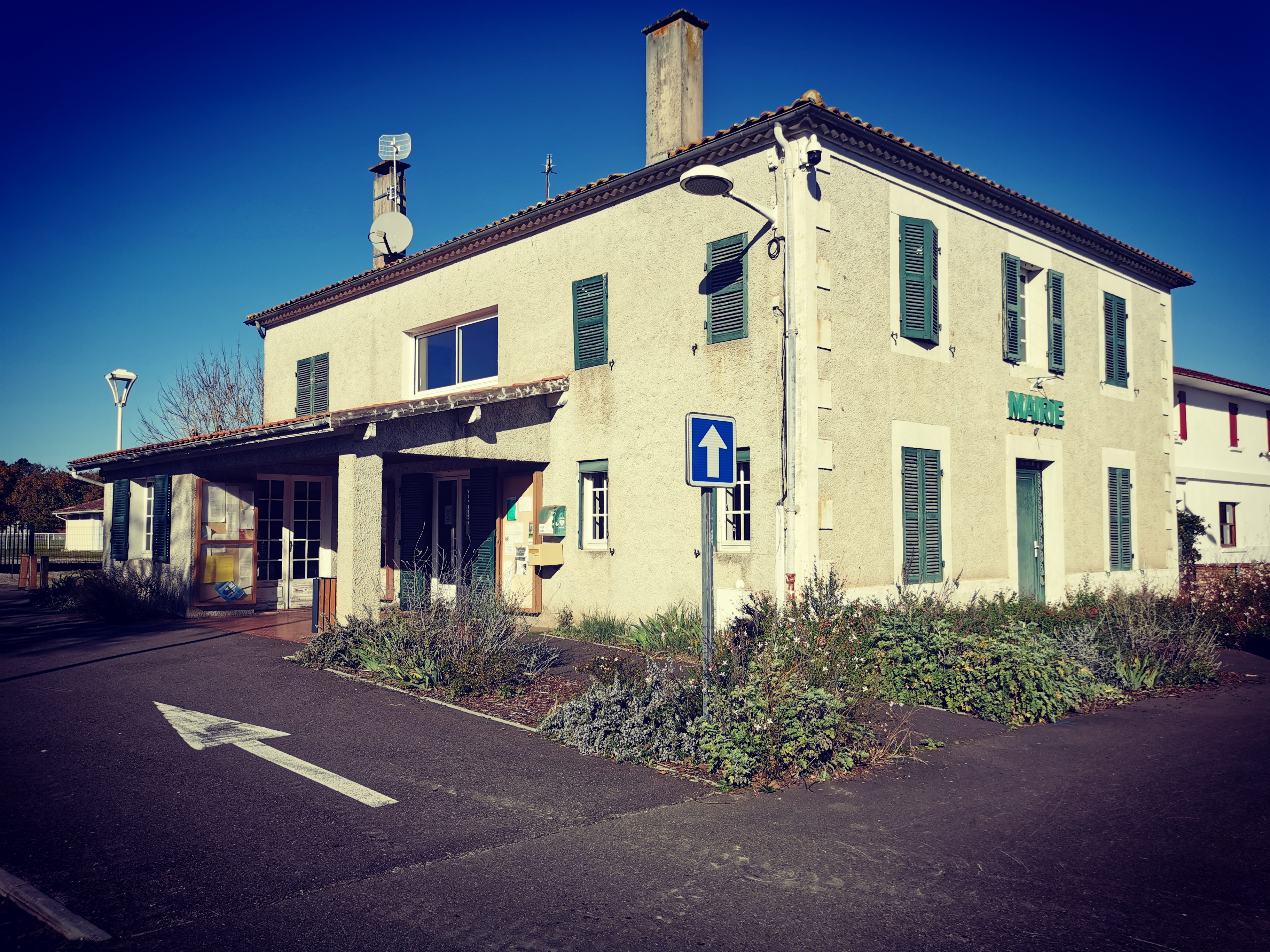
索尼亚克和米雷市政厅

索尼亚克和米雷的现任市长为吕多维克·韦斯先生（Ludovic Vaysse），他是一名无党派人士，在2020年的市政选举中获得了50.75%的支持率。
在2017年的法国总统大选中，法国第25任总统埃马纽埃尔·马克龙在索尼亚克和米雷获得了55.08%的支持率。

## 人口
2018年，索尼亚克和米雷市镇人口数量为1,072，在法国排名第9,355位。其中男性532人，女性503人，75岁及以上人口占6.5%，外籍人口数量为179人，人口密度为10人/平方公里，当地居民被称为（男性）或（女性）。2019年，索尼亚克和米雷境内出生16人，死亡人口7人。
| 年份   | 1936 | 1946 | 1954 | 1962 | 1968 | 1975 | 1982 | 1990 | 1999 | 2006 | 2007 | 2012 | 2017  | 2018  |
| ------ | ---- | ---- | ---- | ---- | ---- | ---- | ---- | ---- | ---- | ---- | ---- | ---- | ----- | ----- |
| 人口數 | 754  | 700  | 617  | 718  | 676  | 655  | 550  | 630  | 712  | 835  | 853  | 916  | 1,035 | 1,072 |

## 经济
截止2021年9月，索尼亚克和米雷共有各类用人单位（包含自雇）298家，平均历史为16年，均为中小型企业（PME）。（快餐）、（文化产业）及（钻井）是当地2019年营业额最高的三个企业，分别为2,264,194欧元、638,852欧元和628,673欧元。

## 财政收入
2019年，索尼亚克和米雷的财政收入总额为1,295,900欧元，财政支出总额为1,029,740欧元，当年的债务总额为997,680欧元。2021年，索尼亚克和米雷共获得148,891欧元的国家财政补助，比上一年增加了7.57%。
2019年，索尼亚克和米雷的家庭平均月收入总额为1,800欧元，低于法国平均水平（2,318par欧元）。
2017年，索尼亚克和米雷境内的青壮年（15至64岁）失业率为14.7%，当地37.3%的家庭拥有纳税资格，平均纳税1,575欧元，低于法国平均水平（3,888欧元）。

## 社会事务

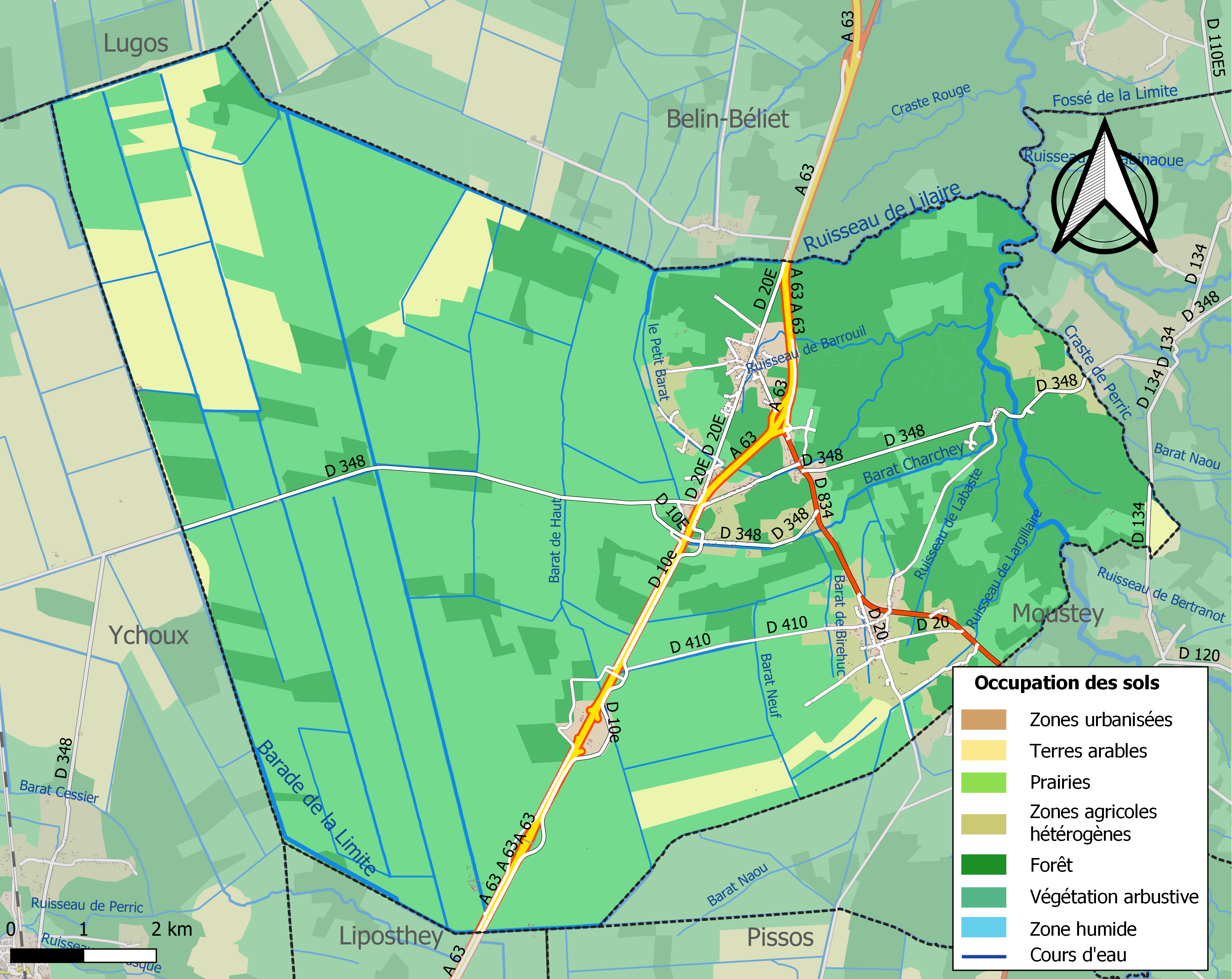
索尼亚克和米雷土地利用情况地图

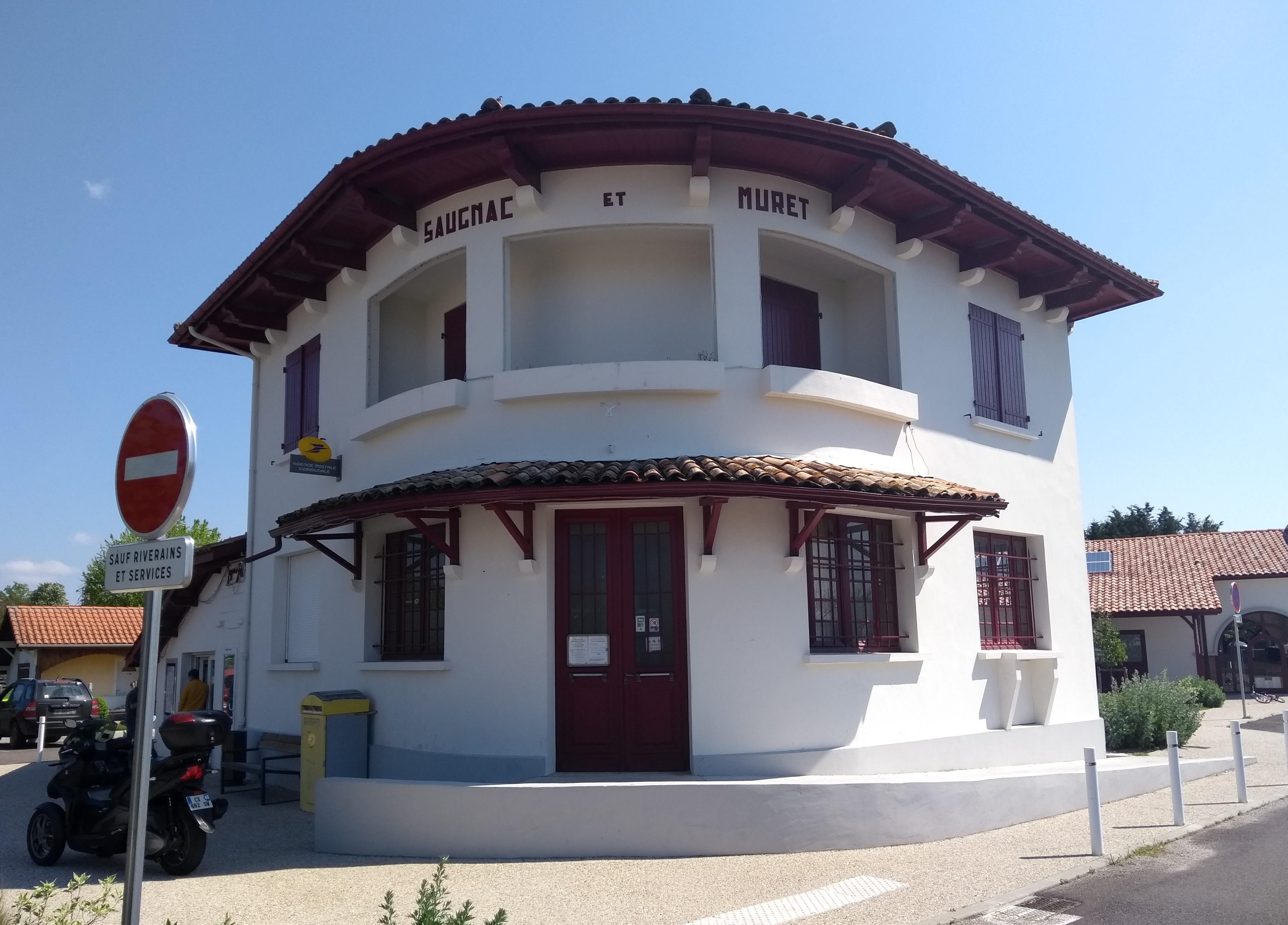
索尼亚克和米雷邮政局

### 教育
索尼亚克和米雷属于波尔多学区。截止2019年1月1日，索尼亚克和米雷境内有1所小学。

### 医疗
截止2019年1月1日，索尼亚克和米雷境内暂无任何医疗机构及医护人员。
距离索尼亚克和米雷中心最近的区域性医疗机构位于波尔多。

### 住房
2017年，索尼亚克和米雷境内共有各类住房535套，其中96.3%为独立式居民区，3.2%为集中式居民区。常住房屋占索尼亚克和米雷市镇范围内居民建筑总量的79.4%。
在住房保障政策方面，2017年，索尼亚克和米雷境内共有65户家庭获得了住房经济补助，受益人数占总人口数量的6.3%，其中53份为房租补助。

### 商业
2019年，索尼亚克和米雷境内共有各类实体商铺28家，其中餐厅2家、面包房1家、美容美发店3家、汽车维修店2家。

### 体育
2019年，索尼亚克和米雷境内共有1处网球场以及1处足球或橄榄球场。
截至2021年9月，索尼亚克和米雷暂无注册足球俱乐部。

### 环境
索尼亚克和米雷的环境事务由其所属的公共社区负责。2019年，索尼亚克和米雷境内共有1家污染企业。

### 治安
2014年，索尼亚克和米雷及附近地区共发生各类案件2,330起，其中盗窃类案件1,551起，经济类案件196起，毒品交易类案件182起。

## 文化

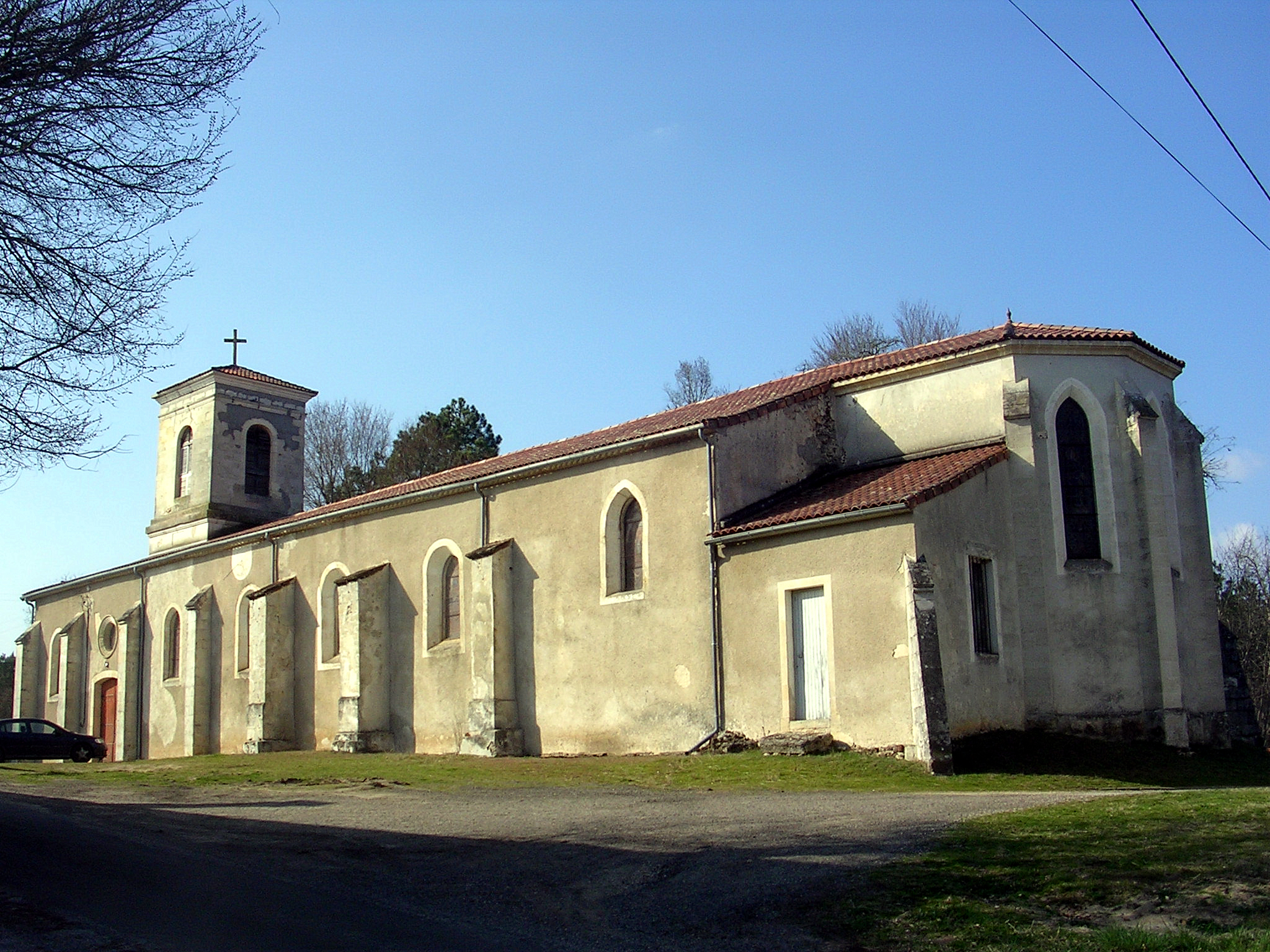
圣母教堂

2019年，索尼亚克和米雷境内暂无任何文化设施。

### 建筑
索尼亚克和米雷境内有多处历史建筑，其中圣母教堂（Église Notre-Dame）、圣罗克教堂（等为当地的代表性建筑物。

### 旅游
索尼亚克和米雷的旅游事务由其所属的公共社区负责。2020年，索尼亚克和米雷境内共有1家酒店共计22间房间。

### 媒体
法国主要的媒体均可在索尼亚克和米雷接收，法国电视三台下属的新阿基坦大区频道在部分时段播出索尼亚克和米雷所属区域的地方新闻。

## 友好城市
截至2021年8月，索尼亚克和米雷暂未建立任何友好城市关系。